# Skalp

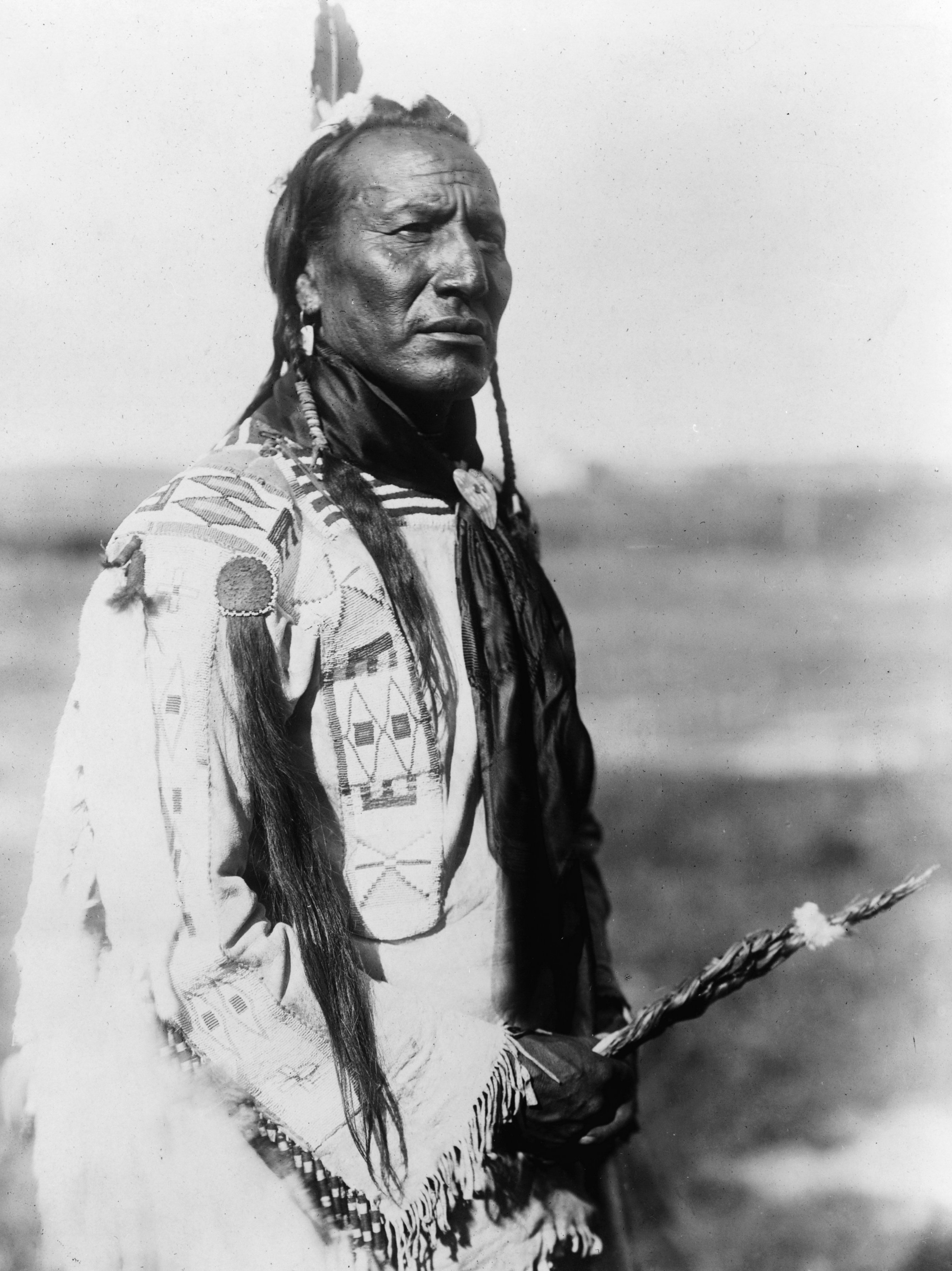
Indiański wódz na zdjęciu zrobionym około 1910 roku. Na prawym ramieniu widać zdobyczny skalp.

Skalp – trofeum wojenne znane wśród niektórych plemion Indian Ameryki Północnej i (według Herodota) u Scytów. Zwykle skrawek skóry głowy z włosami zerwany – poprzez nacięcie – z głowy pokonanego wroga. Skalp obejmuje skórę, tkankę podskórną i czepiec ścięgnisty. Zdobycie skalpu miało często znaczenie kultowe i magiczne, ale często też (po pojawieniu się w Ameryce białych najeźdźców) czysto praktyczne.
Skalpowanie rozwinięto niezależnie w różnych kulturach zarówno Starego, jak i Nowego Świata.
Nie wszystkie plemiona indiańskie praktykowały skalpowanie przeciwników i większość badaczy uważa, że zwyczaj ten – znany wśród Irokezów i Krików upowszechnił się po pojawieniu się białych. U niektórych plemion wschodnich stanów praktykowano zbieranie nie skalpów, a odciętych głów nieprzyjaciół.
Zgodnie z XVIII-wiecznymi relacjami skalpowanie stało się zwyczajem, gdy władze kolonii brytyjskich zaczęły płacić za zabicie szczególnie znienawidzonych Indian. Skalpy zbierali nie tylko Indianie, ale i biali; natomiast w pierwszym okresie Indianie nie zbierali skalpów białych kolonistów, którzy nie byli dla nich wojownikami. Podobnie Indianie Wielkich Równin nie skalpowali tzw. „Buffalo Soldiers”, czyli czarnoskórych żołnierzy operujących na obszarach prerii w II połowie XIX wieku. Indianie z plemienia Pima nie skalpowali, z przyczyn religijnych, Apaczów.
Skalpowanie nie zawsze było równoznaczne ze śmiercią. Często zdarzało się, że wojownik skalpował żywego przeciwnika i pozwalał mu wrócić cało do swoich tylko po to, by doznał pogardy i zniesławienia jako wojownik, który dał się pokonać. Biali, oskalpowani ale żywi, byli pokazywani publicznie, by wzbudzić nienawiść do „czerwonoskórych”. Wśród Indian prerii panowało przekonanie, że większy honor przyniesie uderzenie nieprzyjaciela kijem (i w ten sposób upokorzenie go) niż zabicie go i oskalpowanie. W niektórych plemionach był zwyczaj, że wojownik nie skalpował swojej ofiary, zostawiając to innym, nawet kobietom; u innych wojownik zdejmował skalp, ale tylko po to, by pociąć zdobycz na mniejsze kawałki i podzielić się z innymi uczestnikami bitwy. Wojownicy plemion prerii nie mieli zwyczaju odmierzania swej sławy liczbą skalpów.
Niektóre plemiona Wielkich Równin uważały, że oskalpowany wojownik nie może dostąpić życia wiecznego. Z tego powodu wojownicy tych plemion starali się zrobić wszystko, by uchronić własnych zabitych i rannych przed oskalpowaniem. Skalp nie zawsze zachowywano; czasami był zostawiany na miejscu potyczki. Mógł być poświęcany bogu słońca, czemu towarzyszyła krótka modlitwa; w innych wypadkach poświęcano go wodzie i wrzucano do strumienia lub rzeki. Skalp, który miał być zachowany, był suszony i rozciągany na specjalnej obręczy o średnicy około 15 cm. Po wysuszeniu strona wewnętrzna była malowana na czerwono lub czerwono i czarno. Tak spreparowane skalpy były używane przez kobiety niektórych plemion podczas Tańca Skalpów.
Skalpy były często wykorzystywane jako element zdobniczy tarcz, włóczni, szat, pasów lub naszyjników. Dakotowie zachowywali skalp przez rok wierząc, że w tym czasie duch oskalpowanego wroga unosi się gdzieś w pobliżu. Po roku, podczas specjalnego święta, skalpy niszczono, uwalniając tym samym duchy. Arikara wieszali skalpy w swych Chatach Szamanów jako ofiary dla bóstw plemiennych.
Niektórzy wojownicy – zwłaszcza na wschodzie dzisiejszych Stanów Zjednoczonych i Kanady – golili głowy zostawiając jeden długi i szeroki kosmyk (tzw. lok skalpowy), niejako zachęcający wroga do ataku celem zdobycia skalpu.